# Un uragano all'improvviso
Un uragano all'improvviso (The Layover) è un film del 2017 diretto da William H. Macy, interpretato da Alexandra Daddario, Kate Upton e Matt Barr.

## Trama
Due coinquiline, Kate e Meg, organizzano una vacanza a Fort Lauderdale in Florida, tuttavia, in seguito ad una imminente tempesta ed un uragano il loro volo viene dirottato a St. Louis.
Dovendo pernottare nella città, reincontrano in un hotel il bel pompiere Ryan conosciuto precedentemente sul volo, iniziando una guerra per sedurlo.

## Produzione
Il 25 marzo 2015 viene annunciato che William H. Macy avrebbe diretto ed interpretato un film commedia on the road, intitolato The Layover e sceneggaito da David Hornsby e Lance Krall. Lea Michele e Kate Upton erano state inizialmente scritturate per interpretare le due amiche che decido di fare una vacanza per evitare i loro problemi.
Il 24 aprile 2015 TheWrap annuncia che Alexandra Daddario si è unita alla produzione del film. Rob Corddry, Kal Penn e Matt Barr sono stati confermati nel cast il 7 maggio 2015 dal sito di The Hoolywood Reporter.
Più tardi è stato rivelato che Daddario avrebbe rimpiazzato Michele, mentre Matt L. Jones viene confermato.
Le riprese iniziano la prima settimana di maggio 2015 a Vancouver e sono finite la seconda settimana di giugno 2015.

## Distribuzione
Il 3 agosto 2017 il film ha fatto il suo debutto su DirecTV Cinema, seguito da una distribuzione limitata di Vertical Entertainment on dal 1 settembre 2017.
In Italia è arrivato a partire dal 16 aprile 2018.